# Spoorlijn Tapa - Tartu

Het spoorwegnet van Estland in de jaren vijftig, met de lijn Tapa-Tartu aangegeven in zwart

De spoorlijn Tapa - Tartu is een spoorlijn in Estland, die loopt van Tapa naar Tartu. De spoorlijn is 112,5 kilometer lang, niet geëlektrificeerd en enkelsporig. De spoorbreedte is 1520 millimeter (breedspoor). Op het station Tapa geeft de lijn aansluiting op de spoorlijn Tallinn - Narva en in Tartu op de spoorlijnen Tartu - Valga en Tartu - Koidula (voorheen Tartu - Petsjory).

## Geschiedenis
De spoorlijn is in 1876 aangelegd, toen Estland nog deel uitmaakte van het Keizerrijk Rusland. De spoorlijn Tallinn - Narva lag er toen al sinds 1870. In 1887 werd de spoorlijn van Tartu naar Valga geopend, de spoorlijn van Tartu naar Petseri (nu het Russische Petsjory) volgde pas in 1931.
Na de Estische Onafhankelijkheidsoorlog kwamen de spoorwegen in Estland onder beheer van Eesti Vabariigi Raudtee (EVR), de Estische Staatsspoorwegen. Na de bezetting van Estland door de Sovjet-Unie in 1940 werd de exploitatie van de Estische spoorlijnen overgenomen door de Sovjetspoorwegen (Советские железные дороги). Na het herstel van de onafhankelijkheid in 1991 kwam het spoorvervoer in handen van de nationale vervoersmaatschappij Eesti Raudtee.
In 1997 werd Edelaraudtee opgericht, die de lijnen exploiteerde die met dieseltreinen werden gereden, waaronder ook het traject Tapa - Tartu. Sinds 1 januari 2014 wordt al het personenvervoer per spoor in Estland verzorgd door Elron.
Sinds 2015 loopt een project om de spoorlijn geschikt te maken voor hogere snelheden, in eerste instantie 120 km/uur voor passagierstreinen en 80 km/uur voor goederentreinen, later nog hoger.

## Exploitatie
Tussen Tapa en Tartu rijden vier stoptreinen en vijf à zes sneltreinen per dag. De stoptreinen rijden tussen Tartu en Aegviidu en geven op het station Aegviidu aansluiting op de treinen van en naar Tallinn. De sneltreinen stoppen in Tamsalu en Jõgeva en komen uit Tallinn of rijden door naar Tallinn.
De lijn wordt ook gebruikt voor goederenvervoer. In deze sector is de vervoerder Operail, het vroegere EVR Cargo.

## Stations
De spoorlijn heeft stations in:
- Tapa
- Tamsalu
- Kiltsi
- Rakke
- Vägeva
- Pedja
- Jõgeva
- Kaarepere
- Tabivere
- Kärkna
- Tartu

Een aantal plaatsen langs de spoorlijn, zoals Nõmmküla en Nava, heeft vroeger een station gehad, dat inmiddels gesloten is.

## Foto’s

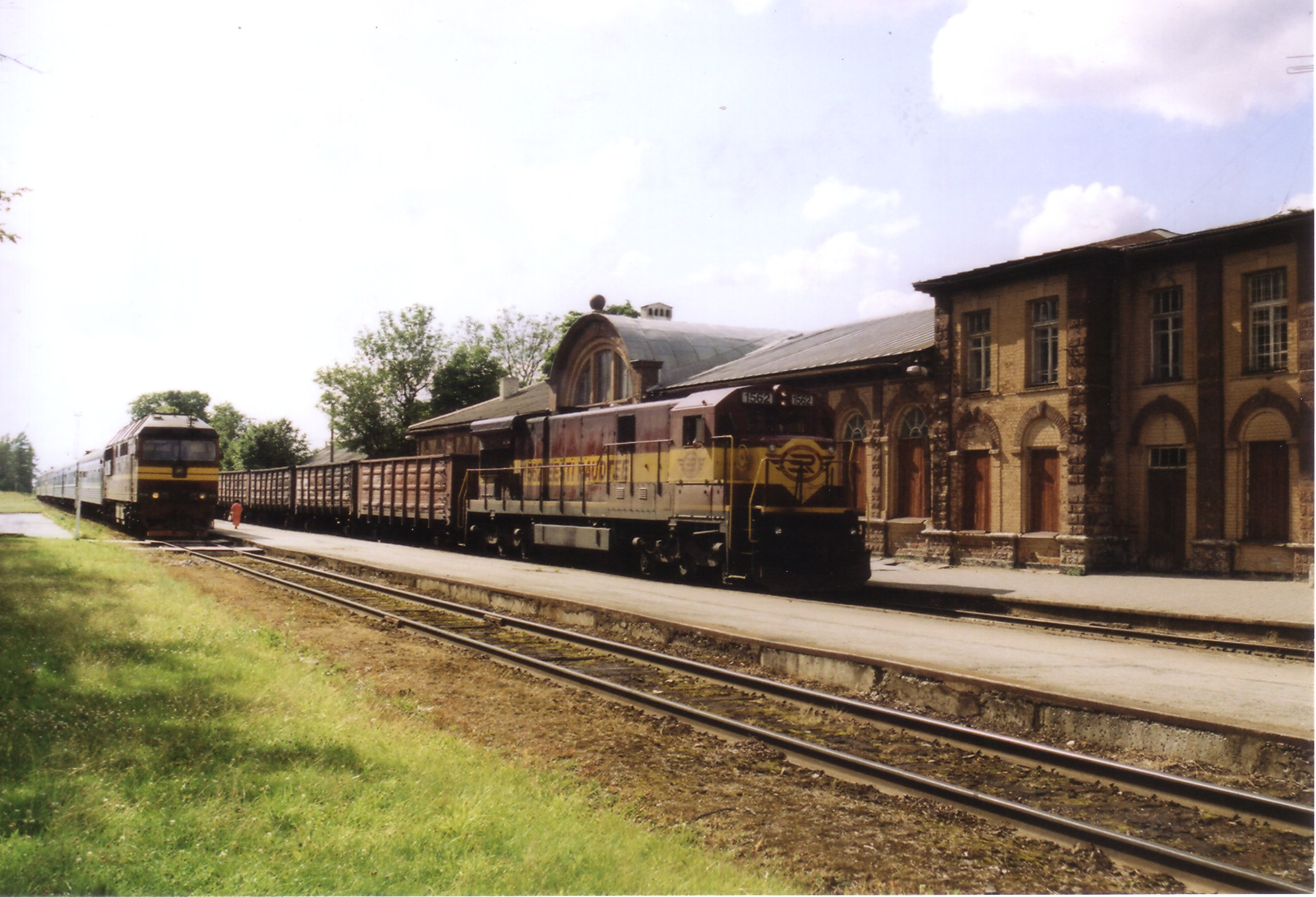
Tapa
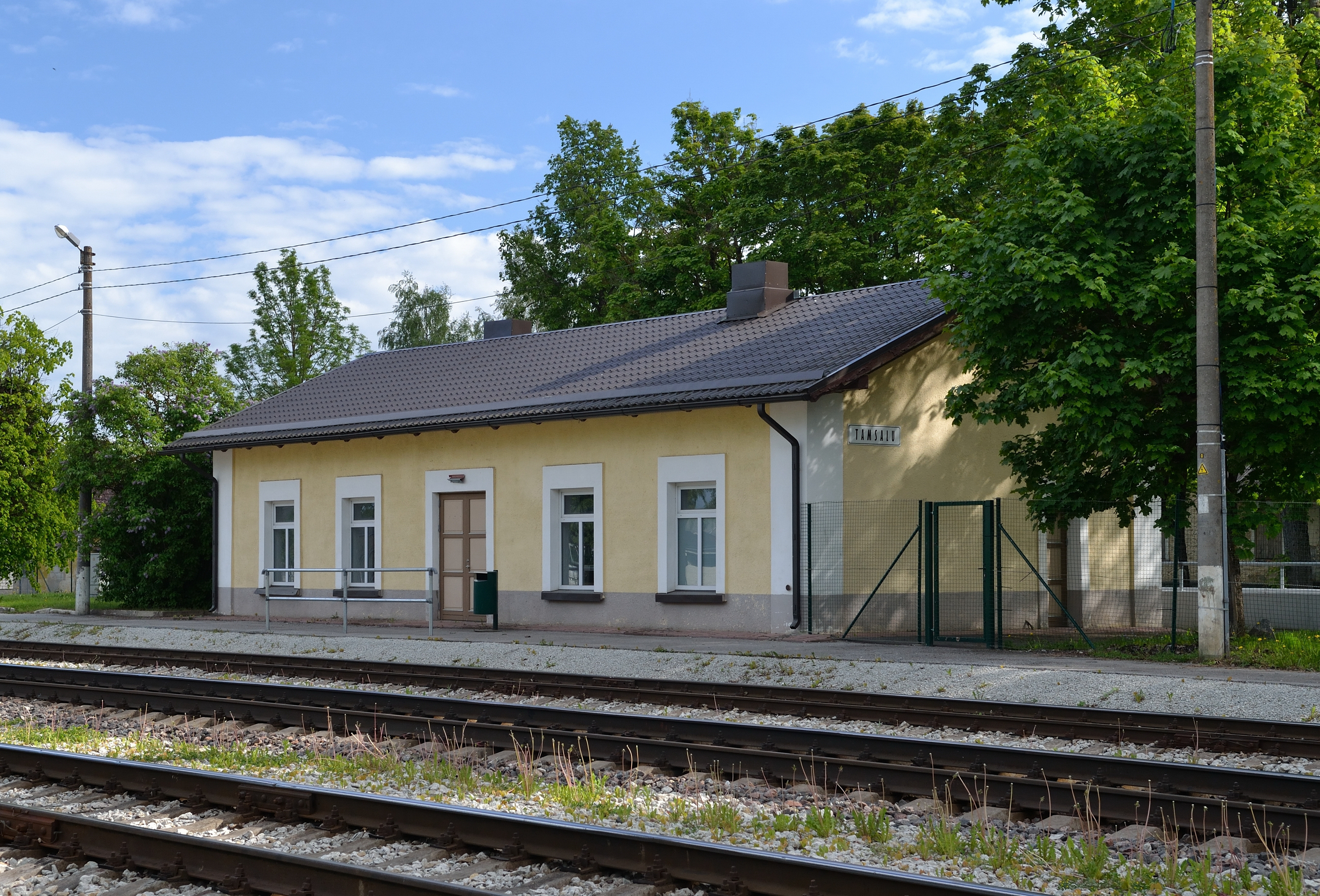
Tamsalu
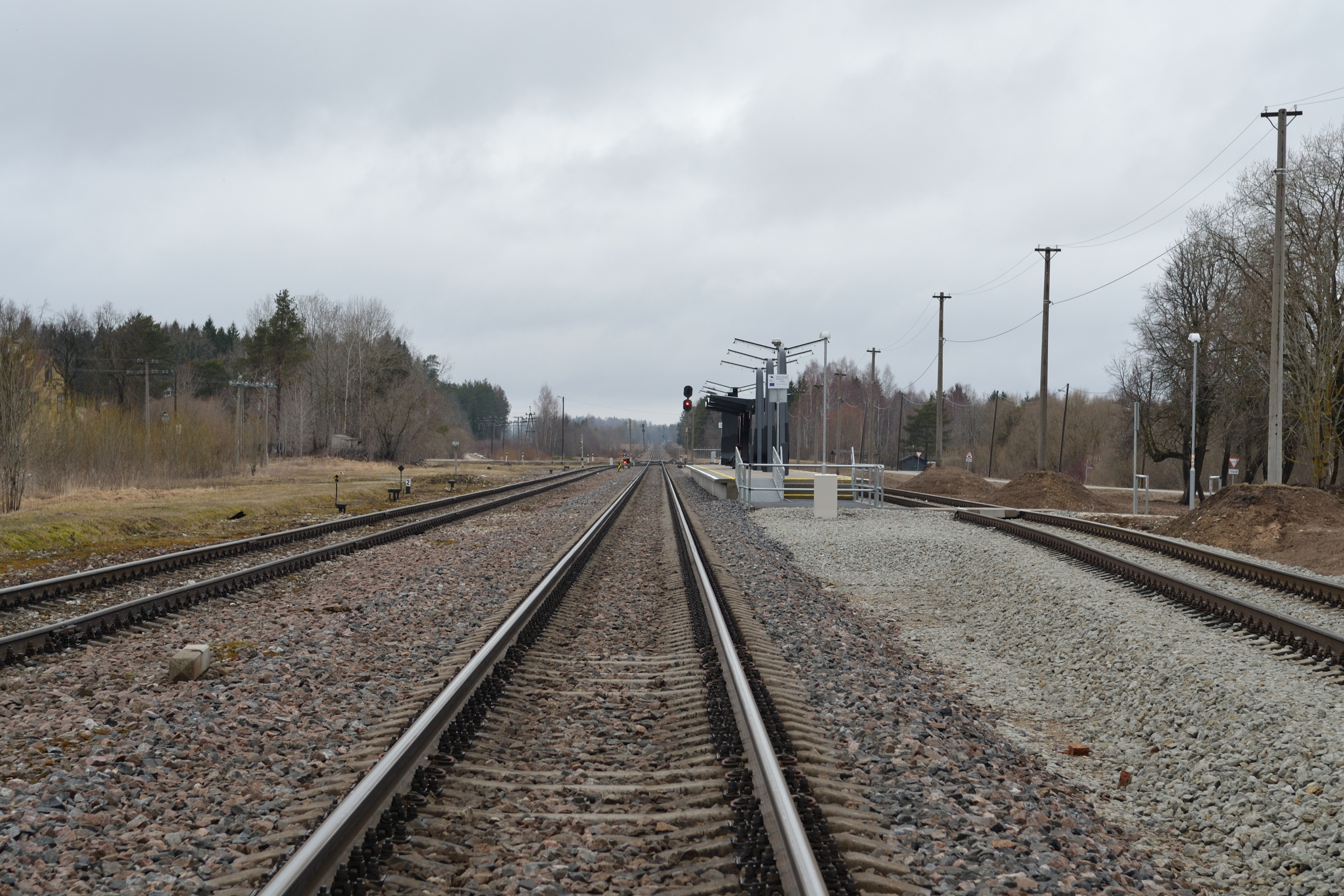
Kiltsi
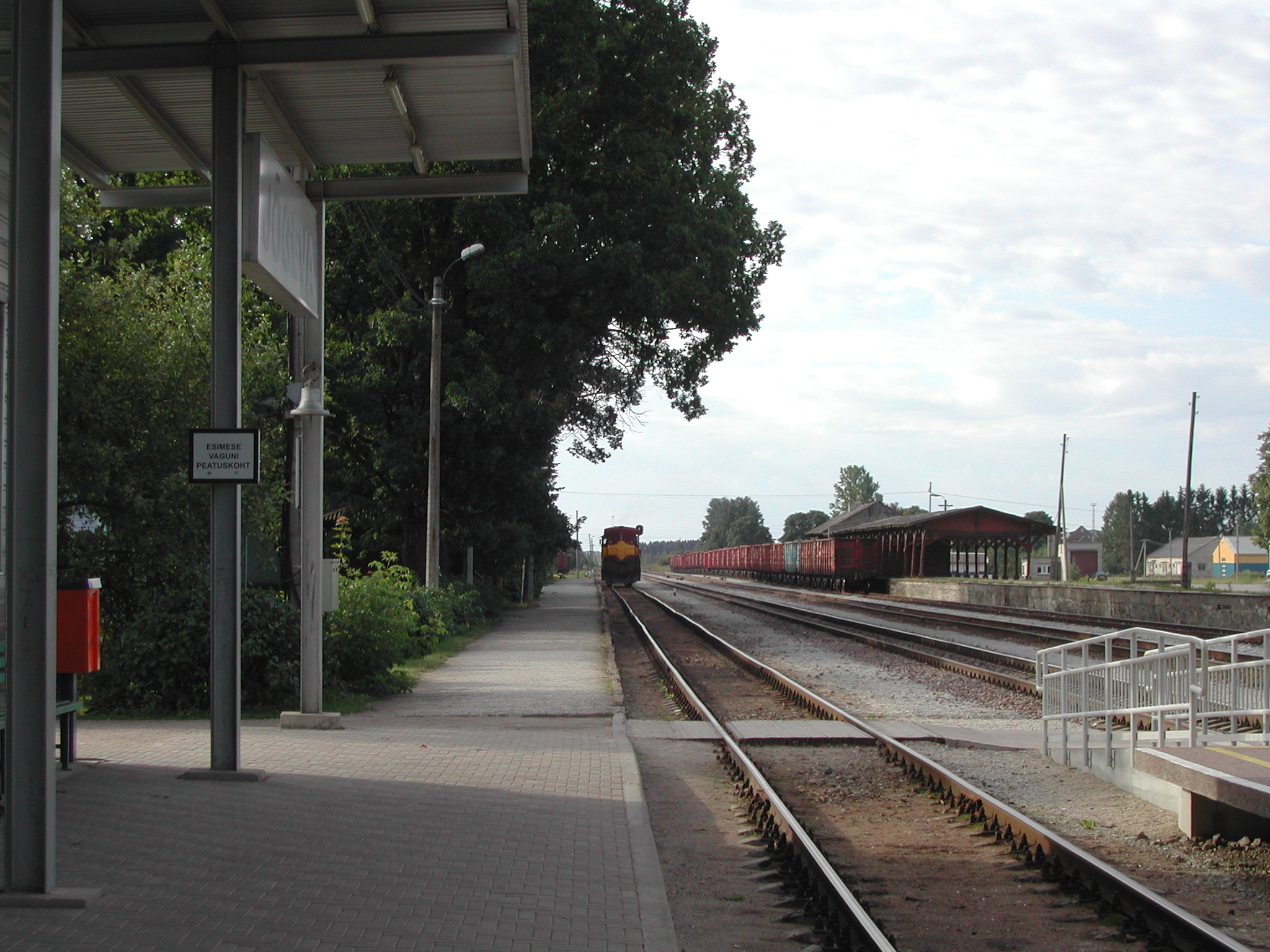
Jõgeva
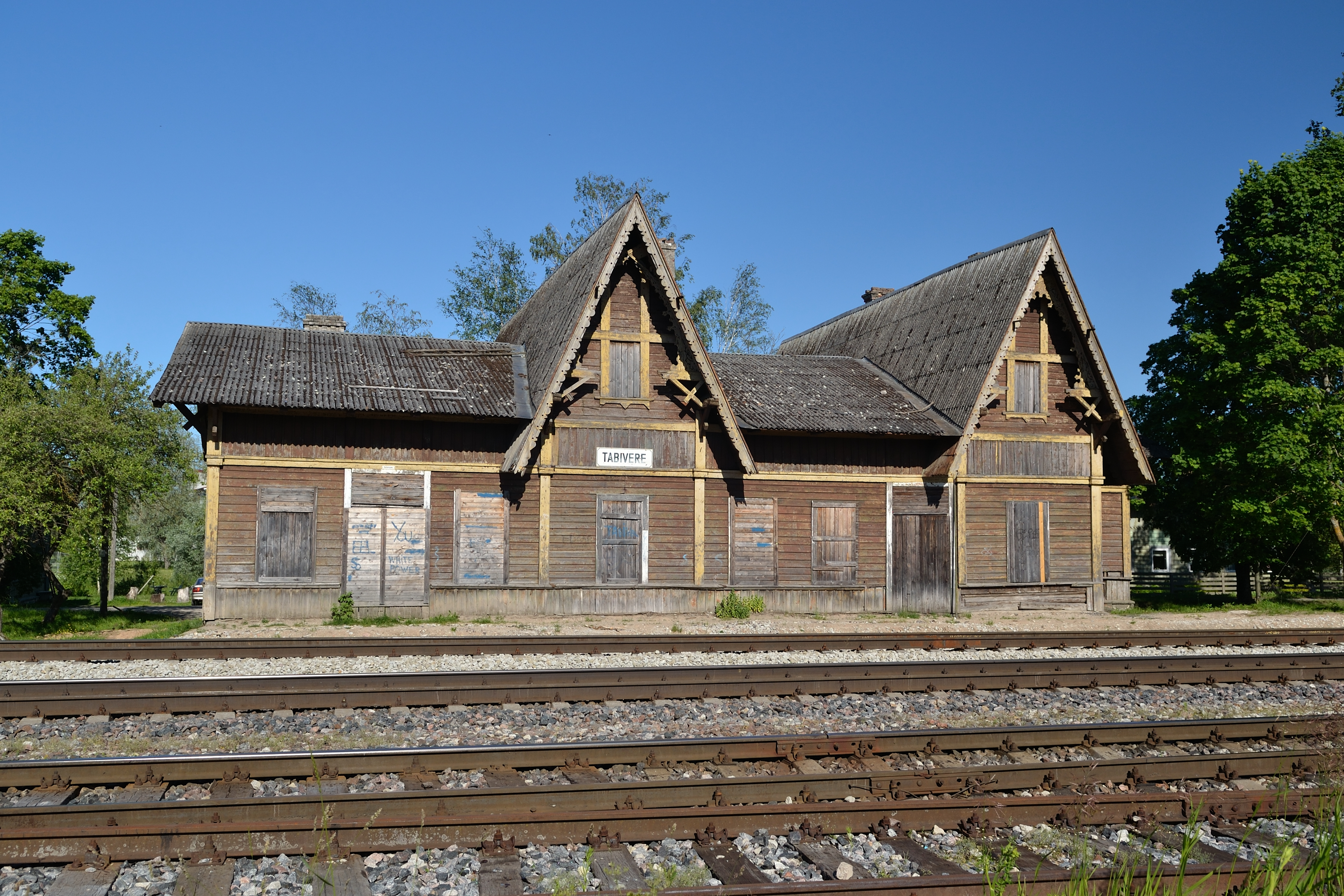
Tabivere
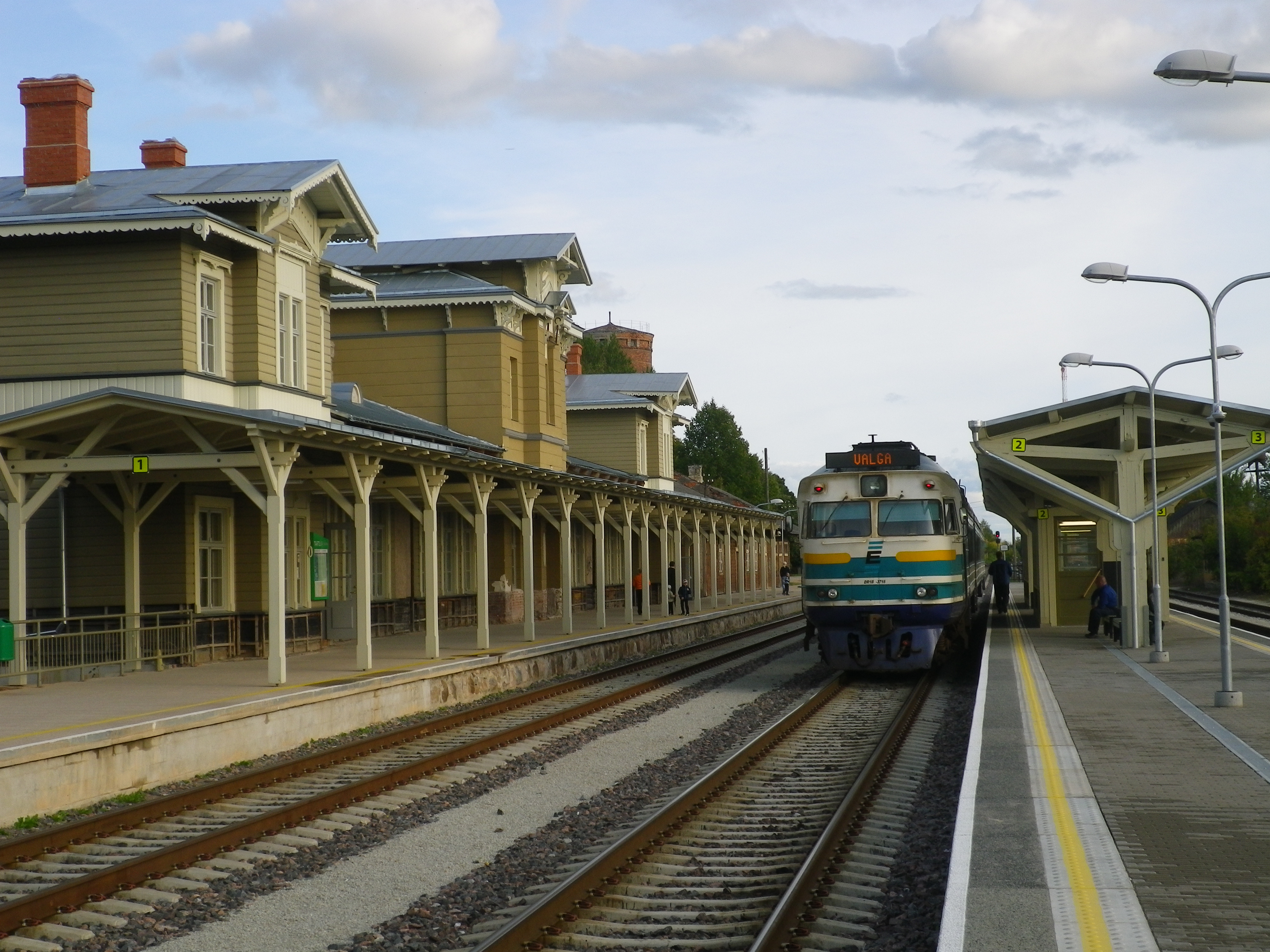
Tartu